# Egyptian Lover
Gregory James Broussard, mieux connu sous le nom de scène Egyptian Lover, est un DJ, producteur et musicien américain de musique électronique. Il fait partie de la scène dance, electro et rap de Los Angeles au début des années 1980.

## Biographie
The Egyptian Lover naît à Los Angeles, en Californie, et y débute comme DJ au sein de l'Uncle Jamm's Army, animant des soirées aussi importantes que le L.A. Sports Arena avec 10 000 spectateurs.
La plupart des enregistrements à succès d'Egyptian Lover sont des singles 12 pouces. Egypt, Egypt est l'un des plus populaires et fait partie du canon b-boy. Il finit par sortir quelques-uns des premiers albums de rap, mais ils sont moins populaires commercialement que ses singles. Grâce à un mix alternatif de son single le plus populaire Egypt, Egypt, l'album On the Nile, sorti en 1984, connait un succès modéré, atteignant le Top 200 du Billboard. Il collabore également avec plusieurs autres artistes de hip-hop et dance. Après une pause au début des années 1990, Egyptian Lover revient en 1994 avec Back from the Tomb, son premier album studio depuis plus de dix ans.

## Discographie

### Albums studio
| Année | Titre              | Meilleure position | Meilleure position |
| Année | Titre              | US                 | US R&B             |
| ----- | ------------------ | ------------------ | ------------------ |
| 1984  | On the Nile        | 146                | 44                 |
| 1986  | One Track Mind     | –                  | 37                 |
| 1988  | Filthy             | –                  | 99                 |
| 1989  | King of Ecstasy    | –                  | –                  |
| 1990  | Get Into It        | –                  | 72                 |
| 1993  | Pyramix            | –                  | –                  |
| 1994  | Back from the Tomb | –                  | –                  |
| 1998  | Get Into It        | –                  | –                  |
| 2006  | Platinum Pyramids  | –                  | –                  |
| 2015  | 1984               | –                  | –                  |
| 2018  | 1985               | –                  | –                  |
| 2021  | 1986               | –                  | –                  |
| 2025  | 1987               | –                  | –                  |

### EP
- 1984 : Egypt, Egypt EP
- 2009 : Electro Pharaoh
- 2009 : James Pants Meets Egyptian Lover (split 12" avec James Pants)

### Compilations
- 2016 : 1983-1988

### Singles
| Year  | Title        | Chart positions | Chart positions |
| Year  | Title        | US Dance        | US R&B          |
| ----- | ------------ | --------------- | --------------- |
| 1984  | Egypt, Egypt | –               | 67              |
| 1987" | –            | 50              |                 |
| 1987" | Freakaholic  | 43              | 52              |